# 283

## Úmrtí
- 7. prosince – Svatý Eutychianus, 27. papež katolické církve.

## Hlavy států
- Papež – Eutychianus (275–283) » Caius (283–296)
- Římská říše – Carus (282–283) » Carinus (283–285) + Numerianus (283–284)
- Perská říše – Bahrám II. (276–293)
- Kušánská říše – Vásudéva II. (270–300)
- Arménie – Artavazd VI. (252–283)